# پرگزیده
پرگزیده‌ها (Plumeleteers) سرده‌ای از مرغ‌های مگس‌خوار نوگرمسیری و تیرهٔ مگس‌مرغان (Trochilidae) هستند.
یک مطالعه تبارزایی که در سال ۲۰۱۴ منتشر شد، نشان داد که سردهٔ پرگزیده‌ها، سردهٔ خواهر چوب‌پری‌ها (Thalurania) است.
| نگاره | نام علمی             | نام رایج          | پراکنش                                 |
| ----- | -------------------- | ----------------- | -------------------------------------- |
|       | Chalybura buffonii   | پرگزیده زیردم‌سفید | کلمبیا، اکوادور، پاناما، پرو و ونزوئلا |
|       | Chalybura urochrysia | پرگزیده دم‌برنزه   | شرق هندوراس تا شمال غربی اکوادور       |